# Composition chimique
 (juillet 2025).
Si vous disposez d'ouvrages ou d'articles de référence ou si vous connaissez des sites web de qualité traitant du thème abordé ici, merci de compléter l'article en donnant les références utiles à sa vérifiabilité et en les liant à la section « Notes et références ».
La matière étant constituée en général de plusieurs corps purs (composés chimiques et corps simples), la composition chimique d'un produit fournit la quantité ou la proportion de chacun des corps purs qui le composent ; on les appelle de manière générique des composants.
On parle de :
- composition qualitative lorsque l'on se contente simplement d'identifier les composants. Par exemple, l'air est essentiellement composé de diazote et de dioxygène ;
- composition quantitative lorsqu'on leur adjoint les concentrations, les quantités. Par exemple, l'air contient environ 78 % de diazote et 21 % de dioxygène en volume. La composition quantitative peut refléter la proportion volumique ou massique, qui dépendent de la densité de chaque composant. Dans le cas des gaz, comme l'air, la proportion des composants peut refléter le rapport de la pression partielle de chaque composant par rapport à la pression du mélange gazeux. Les chimistes préfèrent calculer des valeurs absolues ou bien des proportions calculées par rapport à la quantité de matière, qui est une valeur absolue ;
- composition élémentaire lorsque l'on ne s'intéresse pas aux corps purs (molécules, cristaux) mais aux atomes.

La composition chimique d'un produit se détermine par des analyses chimiques ou physico-chimiques.